# Риба и помфрит
Риба и помфрит, или риба и чипс (енгл. Fish&Chips) јело је од прженог рибљег филеа и дебелих пржених штапића кромпира (помфрит или чипс ). Сматра се „незваничним националним јелом“ Уједињеног Краљевства које је данас саставни део енглеске , шкотске и ирске кухиње и њихове културе исхране . Иако је последњих година изгубило део своје популарности због међународне уличне хране, јело је задржало свој примат.

## Главни састојци јела

### Риба
Бакалар ( бакалар ) традиционално заузима прво место на листи јестивих риба које се користе за припрему традиционалног енглеског јела рибa и помфрит, па се ова комбинација  често налази на менију под називом бакалар и помфрит. 
За припрему овог јела погодне су многе рибе са белим месом, као што су вахња (лат. Melanogrammus aeglefinus), полох (лат. Pollachius virens), мерланг (лат. Merlangius merlangus) или златопеги иверак (лат. Pleuronectes platessa).
У многим продавницама рибе и помфија, купац може да бира између неколико варијанти рибе. У Ирској је позната варијанта са димљеним бакаларом, која се сматра локалним специјалитетом.
Такође се и приликом спремања рибе отпали комадићи теста који лебде у уљу за пржење понекад служе као прилог у продавницама рибе и помфрита, углавном пред крај дана. Уз малу модификацију оригиналног назива, оброк се тада зове Scraps ’n’ Chips,  али ово јело има "прилично сумњиву репутацију".

### Кромпир
Полазна тачка за припрему оригиналног британског чипса, који је њихова верзија помфрија (скраћено од чипсовани кромпир ) је конзумни кромпир . Прави помфрит се једе у: 
- јужној и централној Енглеској и западној Шкотској првенствено са сољу и сладним сирћетом (Salt & Vinegar),[1]

- северној Енглеској и источној Шкотској такође са сољу и смеђим сосом (salt ’n’ sauce),

- централној Енглеској, чипс се по могућству пржи са лојем (сировом говеђом, телећом, овчијом или јагњећој чврстој масти).

Чипс је британска верзија помфрита, али је овај чипс обично дебљи од помфрита који је уобичајен у Немачкој. Поред тога, чипс је пре мекан него хрскав, и садржи мање масти. 

### Додаци
Повремени додатак овом јелу су:
- грашак,
- кисели лук,
- корнишони (краставац),
- тартар сос,
- кашасти пасуљ у сосу од парадајза.

Варијанта чипса и соса (чипс са сосом) је такође типична за северну Енглеску , али се ретко налази на јеловнику на југу и у Шкотској. 
Уз јело се често служи чај, јер продавнице рибе и чипса у Великој Британији обично немају дозволу да служе алкохолна пића.
- Додаци који се сервирају уз рибу и помфрит
- Риба, помфрит, тартар сос и кашасти грашак
- Риба и помфрит у лондонском пабу, варијанта са грашком
- Риба, помфрит, кашасти грашак, тартар сос сервиран са чајем

## Припрема
Риба и помфрит се припремају тако што се прже у уљу за печење загрејаном на 185 °C до 190 °C  у трајању од 4 до 5 минута, у зависности од врсте уља.

## Културни утицај
Дугогодишња римокатоличка традиција да се не једе месо петком, посебно током поста, и да се тог дана месо замене рибом, наставља да утиче на навике чак и у претежно протестантским, полусекуларним и секуларним друштвима. Петак увече остаје традиционална прилика за јело од рибе и помфрита, па многе кафетерије и слични објекти, док мењају своје меније у друге дане у недељи, обично нуде рибу и помфрит сваког петка.
Инспирисана употребом соли и сирћета као зачина за рибу и помфрит у Великој Британији, компанија Smiths Potato Crisps Company је1967. године лансирала чипс са укусом соли и сирћета Salt & Vinegar.

## Сродна јела
Јела која се такође састоје од рибе у тесту укључују немачку печену рибу или холандски кибелинг. Пошто се и они понекад једу са помфритом, могу се сматрати међународним сродницима рибе и чипса.
Поховани божићни шаран је специјалитет који се служи за Божић у средњој Европи (Франконија, Чешка, Пољска, Мађарска). Некадашња посна храна се обично похује у пивском тесту, пржи и служи уз кувани кромпир или кромпир салату.
- Сродна јела са рибом и помфритом
- Кибелинг (у средини, горе) са помфритом, тартар сосом и шареном салатом
- Поховани Божићни шаран са кромпир салатом